# Corte di Monza
La corte di Monza o pieve di San Giovanni Battista di Monza (in latino: Curtis Modoetiensis o Plebis Sancti Johannis Baptistae Modoetiensis) era il nome di un'antica vicaria dell'arcidiocesi di Milano e pieve del ducato di Milano con capopieve Monza. 
Il patrono era san Giovanni Battista, al quale è ancora oggi dedicata la basilica arcipretale, ossia il duomo di Monza.

## Storia
Secondo le memorie scritte lasciateci da Paolo Diacono, la fondatrice della prima matrice della grande chiesa monzese fu la regina longobarda Teodolinda che posò la prima pietra della chiesa di San Giovanni Battista. In quanto istituzione regia, la basilica monzese mantenne a lungo una prerogativa singolare di una propria giurisdizione anche temporale sul territorio della città di Monza e dipendenze, e persino su altre pievi milanesi nelle quali godeva di grande influenza. È per questo che la pieve monzese, difatti, ebbe il nome di "Corte".
Nell'879 la corte della basilica di San Giovanni Battista di Monza venne concessa in beneficio al conte Liutfredo, nipote di Ugo e Ava di Tours, che a loro tempo avevano donato l'area di Locate alla corte di Monza, donazione riconosciuta anche dall'Imperatore Carlo il Grosso nell'881 con un diploma. Un diploma di Berengario I di Ivrea del 920 ci informa invece che la canonica constava di 32 canonici che avevano giurisdizione anche sulla pieve di Cologno. Il nome di "Corte" al posto del tradizionale "Pieve" (in segno di chiara distinzione) viene utilizzato anche da Goffredo da Bussero nel suo "Liber Notitiae Sanctorum Mediolanensis" per definire l'area spirituale sottoposta alla canonica di Monza.
Col Rinascimento la pieve assunse anche una funzione amministrativa civile come ripartizione locale della Provincia del Ducato di Milano, al fine di ripartire i carichi fiscali e provvedere all'amministrazione della giustizia. Monza godeva comunque di una rilevanza speciale, essendo l’unica altra città murata della provincia milanese all’infuori del capoluogo.
Nel XV secolo sono sempre ricordati 32 canonici oltre ad un arciprete (titolo che non a caso è un superiore ma che è tradizionalmente assimilabile ai compiti del prevosto), che aveva giurisdizione anche su un gran numero di monasteri di diversi ordini religiosi e sull'ospedale di San Gerardo per la cura dei poveri e dei pellegrini. In tutto questo non si manchi di ricordare che il capitolo monzese risultava sostanzialmente indipendente dall'arcidiocesi di Milano in quanto antica concessione di indipendenza di natura regia. Questo fatto fece sorgere non pochi problemi nel corso dei secoli, soprattutto perché in essa originariamente (nell'alto medioevo) si officiava in rito romano, mentre dal XIII secolo si iniziò ad officiare in rito patriarchino, adottato si dalla chiesa di Aquileia, ma anche e soprattutto in quella di Como mentre quest'ultima si trovava in contrasto con il metropolita milanese.
La svolta decisiva nell'annoso problema liturgico, pervenne a Monza da San Carlo Borromeo il quale, nel suo tentativo di riforma della chiesa ambrosiana secondo i canoni stabiliti dal Concilio di Trento, predispose di riunificare tutti i riti lombardi, con l'adozione generale del rito ambrosiano. Egli perciò, ottenuta nel 1575 l'autorizzazione pontificia, inaugurò l'introduzione del rito ambrosiano nella basilica di Monza con un pontificale tenutosi il giorno di San Barnaba dell'anno 1578, esautorando del tutto il rito patriarchino che ancora persisteva nella celebrazione pasquale (anche se ormai esso era in piena decadenza). Malgrado questa opera, in seguito alla richiesta rivolta al pontefice da parte di popolo e clero, in data 16 ottobre di quello stesso 1578, l'arcivescovo milanese concesse anche l'uso del rito romano entro i confini della Corte. Proprio dalla visita di San Carlo Borromeo apprendiamo che, oltre all'arciprete, nella canonica monzese si trovavano stabili 29 canonici.
Dal Cinquecento, Monza divenne anche sede di un vicariato e decadde ormai completamente (anche negli atti ufficiali) la dicitura di "Corte" a vantaggio di quella di "Pieve" che meglio servì ad identificare di cosa si stesse parlando. Dal punto di vista civile, fu solo nell'anno 1797 che la pieve amministrativa venne soppressa in seguito all'invasione di Napoleone e alla conseguente introduzione di nuovi e più moderni distretti, che si rilevarono peraltro alquanto effimeri.
La pieve religiosa, dalla quale Sesto si rese autonoma data la sua esplosione demografica industriale nell’Ottocento, nel 1972 venne definitivamente soppressa come tutte le altre pievi milanesi e lombarde dai decreti del cardinale Giovanni Colombo i quali però la istituirono sede di uno dei moderni decanati. Il parroco della basilica monzese, ad ogni modo, mantenne le prerogative di Arciprete e le insegne a lui spettanti, con una parziale giurisdizione sull'area della ex pieve, uno dei rari casi in Lombardia ad aver mantenuto tale uso. Il suo antico territorio ricade oggi sotto il decanato di Monza, comprende 9 parrocchie tra cui anche quelle di Brugherio e di Villasanta.

## Territorio
Nella seconda metà del XVIII secolo, il territorio della pieve era così suddiviso:
| Pieve civile                                             | Pieve ecclesiastica                                                   |
| Comune di Monza                                          | Parrocchia plebanea di San Giovanni Battista Parrocchia di San Biagio |
| • Comune di San Damiano                                  | Parrocchia di San Gerardo al Corpo                                    |
| • Comune di Sant'Alessandro                              | Parrocchia di San Rocco                                               |
| • Comune di Villa San Fiorano                            | Parrocchia di Sant'Anastasia                                          |
| • Comune di Moncucco --                                  | Parrocchia di San Bartolomeo                                          |
| Comune di Sesto San Giovanni Comune di Cassina de' Gatti | Parrocchia di Santo Stefano                                           |
| Comune di Cologno                                        | --                                                                    |
| Comune di San Giuliano                                   | --                                                                    |
| Comune di Vimodrone                                      | --                                                                    |